# Punctoterebra turschi
Punctoterebra turschi é uma espécie de gastrópode do gênero Punctoterebra, pertencente a família Terebridae.